# Trichophila myrmecophagae
Trichophila myrmecophagae är en svampart som beskrevs av Oudem. 1889. Trichophila myrmecophagae ingår i släktet Trichophila och familjen Piedraiaceae.   Inga underarter finns listade i Catalogue of Life.